# Macrocarpaea revoluta
Macrocarpaea revoluta är en gentianaväxtart som först beskrevs av R. och P., och fick sitt nu gällande namn av Ernest Friedrich Gilg. Macrocarpaea revoluta ingår i släktet Macrocarpaea och familjen gentianaväxter. Inga underarter finns listade i Catalogue of Life.